# ديبورا لين شتاينبرغ
ديبورا لين شتاينبرغ (بالإنجليزية: Deborah Lynn Steinberg)‏ هي عالمة اجتماع بريطانية، ولدت في 7 أكتوبر 1961، وتوفيت في 6 فبراير 2017 بسبب سرطان الثدي.